# 63 Андромеды
63 Андромеды (лат. 63 Andromedae), PZ Андромеды (лат. PZ Andromedae), HD 14392 — двойная звезда в созвездии Андромеды на расстоянии приблизительно 413 световых лет (около 127 парсеков) от Солнца. Видимая звёздная величина звезды — от +5,64 до +5,59m.

## Характеристики
Первый компонент — бело-голубая вращающаяся переменная звезда типа Альфы² Гончих Псов (ACV) спектрального класса B9VpSi. Масса — около 3,732 солнечных, радиус — около 3,116 солнечных, светимость — около 109,65 солнечных. Эффективная температура — около 11967 K.
Второй компонент — красный карлик спектрального класса M. Масса — около 230,28 юпитерианских (0,2198 солнечных). Удалён на 2,32 а.е..